# Vasily Ivanovich Chapayev

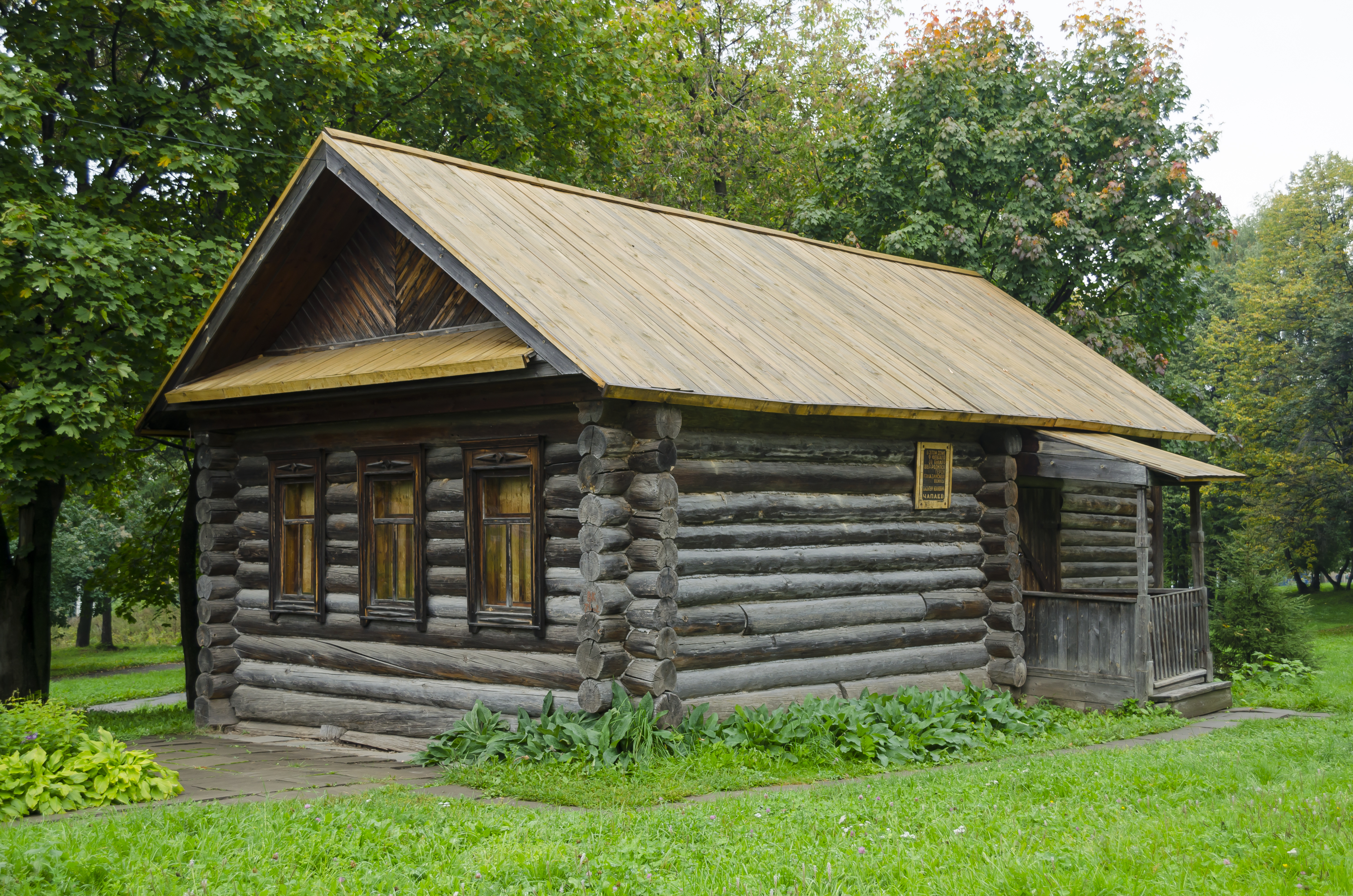
Nơi Сhapayev được sinh ra

Vasily Ivanovich Chapayev hay Chapaev (Tiếng Nga: Васи́лий Ива́нович Чапа́ев; Sinh ngày 9 tháng 2, năm 1887 (Lịch cũ: 28 tháng 1) – mất ngày 5 tháng 9 năm 1919) là một quân nhân Nga nổi tiếng và là chỉ huy Hồng quân Liên Xô trong thời kỳ Nội chiến Nga.

## Tiểu sử
Chapaev sinh ra trong một gia đình nông dân nghèo ở làng Budayka, bây giờ thuộc Cheboksary. Cả bố và mẹ ông đều là người dân tộc Nga. Trong Chiến tranh thế giới thứ nhất, ông là hạ sĩ quan và được trao thưởng huân chương Thánh George ba lần. Tháng 9 năm 1917, ông tham gia Đảng Lao động Dân chủ Xã hội Nga (Bolsheviks). Tháng 12, ông được chọn làm chỉ huy trung đoàn bộ binh 138 thông qua một cuộc bỏ phiếu của lính trung đoàn. Sau đó ông trở thành chỉ huy sư đoàn  Nikolaev số 2 và Sư đoàn súng trường số 25.
Vào ngày 5 tháng 9 năm 1919, các bộ chỉ huy sư đoàn nằm gần Lbishchensk (bây giờ được đổi tên thành Chapayev để tôn vinh ông) bị quân Bạch Vệ phục kích. Theo các nguồn thông tin chính thức, Chapayev đã cố gắng trốn thoát bằng cách bơi qua Sông Ural, nhưng đã hy sinh: "năm 1919, quân nhân Chapayev đang bị thương đã bị bắn và chết đuối trên sông Ural" Thi thể của ông không bao giờ được tìm thấy, thị trấn nơi ông sinh ra về sau được đổi thành Chapayev, một bảo tàng về ông cũng được xây dựng năm 1927.

## Đời sống cá nhân
Vào năm 1908, Chapayev quen cô gái 18 tuổi Pelageya Metelina. Mặc cho cha phản đối, Chapayev quyết định cưới Metelina. Họ sống với nhau 6 năm, có 3 con, một người trong số đó tên là Klavdia Chapayeva. Dù không chính thức ly hôn, nhưng vào năm 1917, Chapayev bắt đầu dọn vào ở cùng  vợ của một người bạn chiến đã khuất tên là Petr Kishkertsev. Trùng hợp là tên của người phụ nữ này cũng là Pelageya.  Chapayev nhận nuôi cả hai con riêng của Pelageya. Hiện nay hậu duệ duy nhất vẫn còn sống của ông là cháu xa đời Vasilisa Chapayeva, con gái của Yevgenia Chapayeva và Viktor Pecherin

## Chapaev trong văn hóa Nga

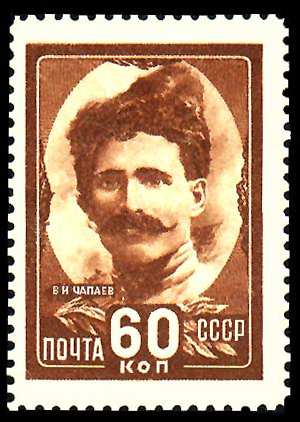
Chapayev trên một con tem năm 1948 của Liên Xô

Sau khi Liên Xô được thành lập, bộ máy tuyên truyền Liên Xô đã đưa Chapayev trở thành anh hùng bất tử của cuộc Nội chiến Nga. Năm 1923, nhà văn Nga Dmitri Furmanov, từng là chính ủy trong sư đoàn của Chapayev, đã viết một tiểu thuyết nổi tiếng có tên Chapayev. Năm 1934, tác phẩm này được anh em Vasilyev  chuyển thể thành bộ phim Chapayev. Bộ phim rất thành công ở Liên bang Xô-viết.
Nam diễn viên và ca sĩ người Đức Ernst Busch cũng đã ghi ca khúc Tschapajews Tod, nói về cái chết của Chapaev ở Ural. Trong nhiều năm sau đó, Chapayev đã trở thành một nhân vật thường xuất hiện trong cách nói đùa kiểu Nga. Gần đây hơn, ông trở thành nhân vật chính trong cuốn tiểu thuyết Chapayev and Void của nhà văn hiện đại Nga Viktor Pelevin.
Chapayev, cùng với phụ tá Petka, là nhân vật thường xuất hiện trong các trò nói đùa kiểu Nga.